# Grobia
Grobia – wieś sołecka w zachodniej Polsce, położona w województwie wielkopolskim, w powiecie międzychodzkim, w gminie Sieraków, ok. 4 km na południe od Sierakowa, nad Jeziorem Jaroszewskim, w pobliżu Jeziora Lutomskiego, na terenie Sierakowskiego Parku Krajobrazowego.
W latach 1975–1998 wieś administracyjnie należała do województwa poznańskiego.

## Integralne części wsi
| SIMC    | Nazwa     | Rodzaj    |
| ------- | --------- | --------- |
| 0594241 | Jaroszewo | część wsi |
| 0594258 | Sprzeczno | część wsi |

## Układ przestrzenny wsi

### Typ wsi
Wielodrożnica, której zabudowania stopniowo skupiały się wokół dwóch głównych dróg (dziś drogi powiatowe nr 32101 i 32119). We wsi dominują zadbane budynki jednorodzinne, o charakterystycznej rozproszonej zabudowie.
- Centrum – środkowa i wschodnia część sołectwa, o przewadze zwartej zabudowy ze ściśle wyznaczonym miejscem centralnym (staw, była szkoła, OSP, ruiny zabytkowej gorzelni) w części centralnej i zarysie tzw. ulicówki, na wschodniej granicy wioski.
- Jaroszewo – północno-zachodnia sołectwa, charakteryzująca się zwartą zabudową przy Jeziorze Jaroszewskim.
- Sprzeczno – południowa część, którą cechuje duże rozproszenie wokół drogi powiatowej nr 101.

### Podział sołectwa
Wieś dzieli się administracyjnie na 3 części:
- Grobia Centrum
- Jaroszewo – dawniej osobny przysiółek, dziś integralna część sołectwa. Położenie nad Jeziorem Jaroszewskim spowodowało, że część ta jest najlepiej zagospodarowana turystycznie (Ośrodek Wypoczynkowo-Konferencyjny Energo-Tour i Ośr. Wyp. Arenda).
- Sprzeczno – południowa część wsi, dawniej osobny przysiółek, dziś integralna część sołectwa. Przy drodze powiatowej nr 101 w kierunku Kwilcza zlokalizowana jest jedna z większych atrakcji Grobi – Góra Głazów, liczące 104 m n.p.m. wzgórze z punktem widokowym. W północnej części, na pograniczu z Lutomkiem leży niewielkie jezioro Głęboczek.

## Historia

### Prehistoria
Osadnictwo na terenie wsi rozwinęło się już w epoce brązu (lata ok. 1800–700 p.n.e.). Na polach miejscowości, przy skrzyżowaniu drogi powiatowej Sieraków – Kwilcz oraz dróg gminnych z Przemyśla do Sprzeczna i z Przemyśla do Grobi, odkryto na terenie dawnej żwirowni 2 cmentarzyska z epoki brązu. W pierwszym znaleziono 12 grobów szkieletowych i szereg naczyń. W drugim, także szereg grobów z naczyniami oraz narzędzia i ozdoby. Charakterystyczne dla północnej Wielkopolski tego okresu wyposażenie tych cmentarzysk (odkryte w latach 1911–1914) dało podstawę do wyróżnienia tutaj dwóch kultur, określanych jako:
- kultura grobska I – naczynia tej kultury charakteryzują się m.in. jednym uchem na największej wydętości, uszatymi misami, garnkami o „esowatym” profilu;
- kultura grobska II – w tym wypadku naczynia wyróżniają się kształtem półbeczułkowatym lub doniczkowatym i dwóstożkowymi amforami.

### Średniowiecze i nowożytność
W okolicy wsi odnotowano także ślady osady na zachodnim brzegu Jeziora Lutomskiego z VII – połowy X wieku .
Miejscowość pierwotnie związana była z Wielkopolską. Ma metrykę średniowieczną i istnieje co najmniej od początku XV wieku. Wymieniona po raz pierwszy w dokumencie zapisanym po łacinie z 1432 jako „Grobya”, a w 1563 „Grobia” .
W 1450 miejscowość była wsią szlachecką i leżała w powiecie poznańskim Korony Królestwa Polskiego. W 1509 należała do parafii Lutom. W 1432 wieś była własnością szlachecką Przecława, który w 1434 kupił Gobię za 300 grzywien od braci Bodzęty i Jana z Lutomia. W 1435 sprzedał on Grobię za 400 grzywien Janowi i Wincentemu braciom niedzielnym z Sierakowa, a równocześnie kupupił od nich 2 łany w Jaroszewie za 40 grzywien. W 1443 Jakub dziedzic Sierakowa odstępił bratu Wincentemu 1/4 dóbr Sieraków, w tym m.in. swoją część wsi Grobia. W 1444 Wincenty z Sierakowa sprzedał wieś za 400 grzywien Broniszowi z Pierwoszewa .
Wspominały ją historyczne dokumenty prawne, własnościowe oraz podatkowe. W 1508 odnotowano we wsi pobór z 4 łanów, a w 1509 pobór z 4 łanów, trzech karczm i 6 łanów po pożarze, które objęte były wolnizną. W 1553 odnotowano pobór z 4,5 łana oraz z karczmy. W 1563 pobór z 4,5 łana, 1 karczma doroczna. W 1577 płatnikiem poboru ze wsi był Andrzej Grobski. W 1580 Grobia odnotowana została jako wieś szlachecka położona w powiecie poznańskim województwa poznańskiego w Rzeczypospolitej Obojga Narodów i była własnością podskarbiego koronnego Jakuba Rokossowskiego, który zapłacił w tym roku pobór ze wsi od 4,5 łana, zagrodnika oraz komornika .
Po rozbiorach Polski miejscowość znalazła się w zaborze pruskim.

### Czasy wojen napoleońskich

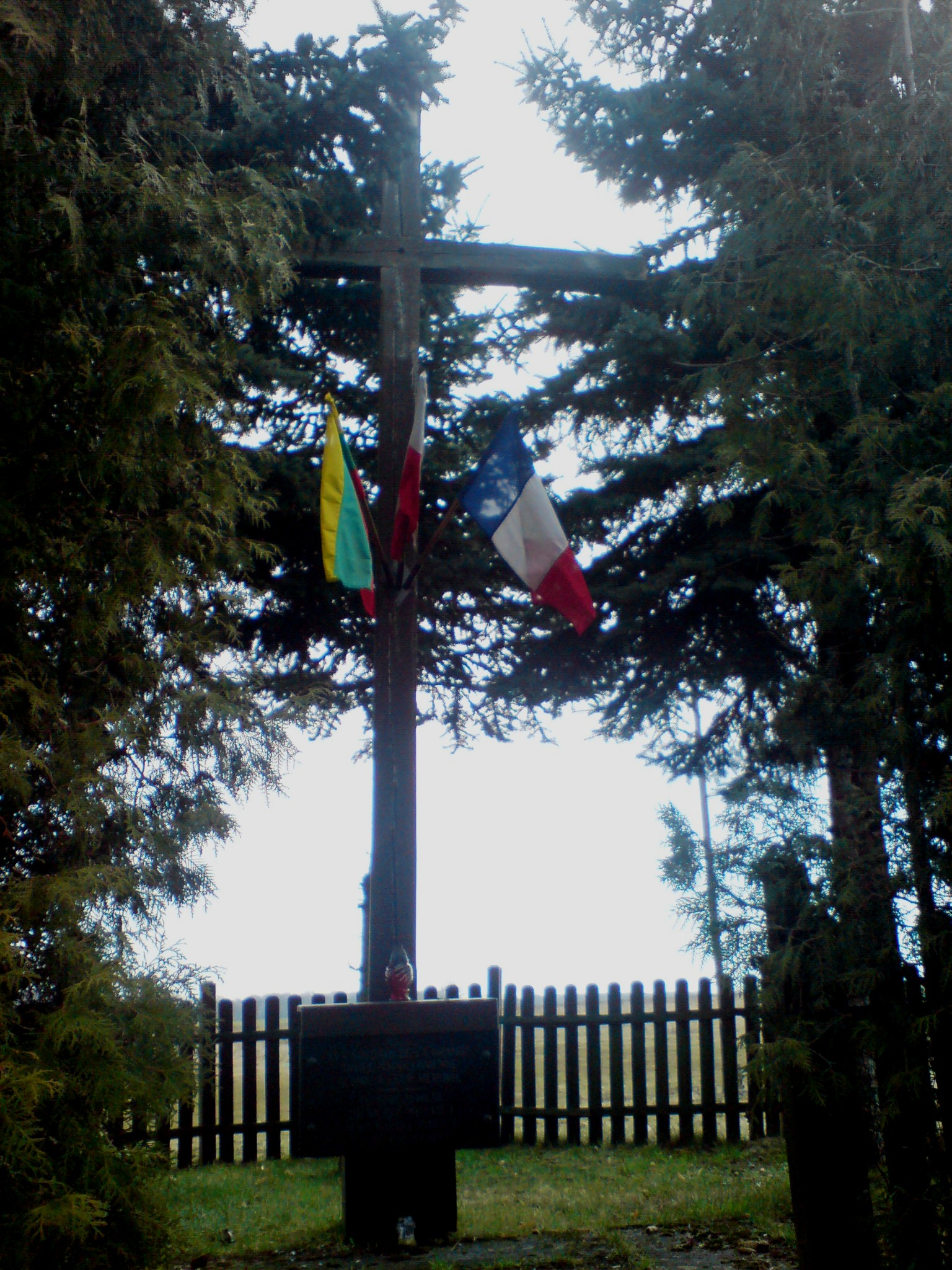
Mogiła żołnierzy napoleońskich w Jaroszewie

Utarło się przeświadczenie, że w okolicach Grobi istnieje wiele mogił francuskich żołnierzy – maruderów pobitych przez sotnie kozackie. Fakty historyczne są jednak trochę inne.
Będąca od tygodni w odwrocie armia napoleońska, w skład w której wchodzili na terenie Wielkopolski dywizje i korpusy Bawarczyków, Saksończyków, Polaków, Francuzów, Westfalczyków, neapolitańczyków i Litwinów zamierzała tutaj przezimować, szykując się do wiosennej kontrofensywy.
Brygada jazdy litewskiej gen. Romualda ks. Giedroycia (17 i 19 pułk ułanów) rozciągnęła się od Skwierzyny, przez Międzychód, do Szamotuł, z główną kwaterą w Sierakowie.
W ramach przygotowań do kolejnego etapu ofensywy, jedna z rosyjskich „lotnych” pod dowodzeniem gen. Aleksandra hr. Czernyszewa, w sile 500 kozaków i 2 dział, dokonała ataku na Sieraków. W nocy z 13 na 14 lutego 1813 r. szybkim marszeem przybyła z Wielenia na przedpola Sierakowa. Stwierdziwszy, że most zwodzony na Warcie jest podniesiony, Czernyszew polecił, by część kozaków, stąpając po kruchym lodzie przeszła rzekę, by opuścić most. Mimo zaciekłej obrony kozacy opuścili go, a dostęp do miasta został otwarty. Wywiązała się zaciekła walka. Mimo iż 17 Pułk miał w swym składzie 23 oficerów i 560 podoficerów i ułanów, został zmuszony do wycofania się. Odwrót odbywał się do Pniew i Międzychodu. Część sił Czernyszewa udała się również do Wronek.
Zostali wzięci do niewoli, m.in. ciężko ranni gen. Romuald ks. Giedroyć i jego syn, płk Józef Stefan, szef sztabu dywizji. Pojmano również 200 ułanów, wraz z końmi. Według szacunków Rosjan poległo ok. 300 ułanów. Nielicznym udało się zbiec. Generał Giedroyć wraz z synem, zostali uznani za zdrajców i zesłani nad Morze Białe.
Następstwem przegranej bitwy pod Sierakowem, była pospieszna ewakuacja wszystkich sił Wielkiej Armii z Wielkopolski i oparcie linii obrony na Odrze. Niebawem pierwsze pułki kozackie znalazły się w Berlinie.
17 Pułk Jazdy Litewskiej, utworzony został pod Wilnem i Kownem przez płk. Michała hr. Tyszkiewicza (wziętego do niewoli rosyjskiej w grudniu 1912 r.). Po nim dowództwo przejął mjr Józef Leonard Kozłowski, uczestnik bitwy o Sieraków. Stanowi to wystarczający powód, by rozsiane po okolicy mogiły żołnierskie z okresu wojen napoleońskich (w Jaroszewie czy Chojnie), traktować jako mogiły żołnierzy polskich i litewskich.
W okresie Wielkiego Księstwa Poznańskiego (1815-1848) miejscowość wzmiankowana jako Grobia folwark należała do wsi mniejszych w ówczesnym pruskim powiecie Międzyrzecz w rejencji poznańskiej. Folwark Grobia należał do okręgu sierakowskiego tego powiatu i stanowił część majątku Sieraków, którego właścicielem był wówczas rząd pruski w Berlinie. Według spisu urzędowego z 1837 roku wieś liczyła 23 mieszkańców, którzy zamieszkiwali dwa dymy (domostwa).

## Zabudowa wsi

### Zabytki
- Centrum Grobi[16]
  - Szkoła, murowana, ok. 1900., obecnie budynek mieszk. → stan bardzo dobry
  - Cegielnia (Gorzelnia), mur., 4 ćw. XIX w. → stan – w remoncie (inwestycja prywatna).
- Jaroszewo[16]
  - Zagroda nr 60:
    - dom, murowana, ok. 1900,
    - budynek gospodarczy, murowana, 4 ćw. XIX w.

  - Zagroda nr 61:
    - dom, mur., 3 ćw. XIX w., przebud. l. 20. XX w.,
    - budynek gospodarczy, murowana, 1 dek. XX w.,
    - magazyn, mur., ok. 1900
- Sprzeczno[16]
  - Zagroda nr 35:
    - dom, mur., 1 dek. XX w.,
    - budynek gospodarczy, murowano-drewn., 1 dek. XX w.

  - Zagroda nr 39:
    - dom, murowana, ok. 1910, cz. przebud.
    - budynek gospodarczy, mur., 1 dek. XX w.

### Obiekty kultu religijnego

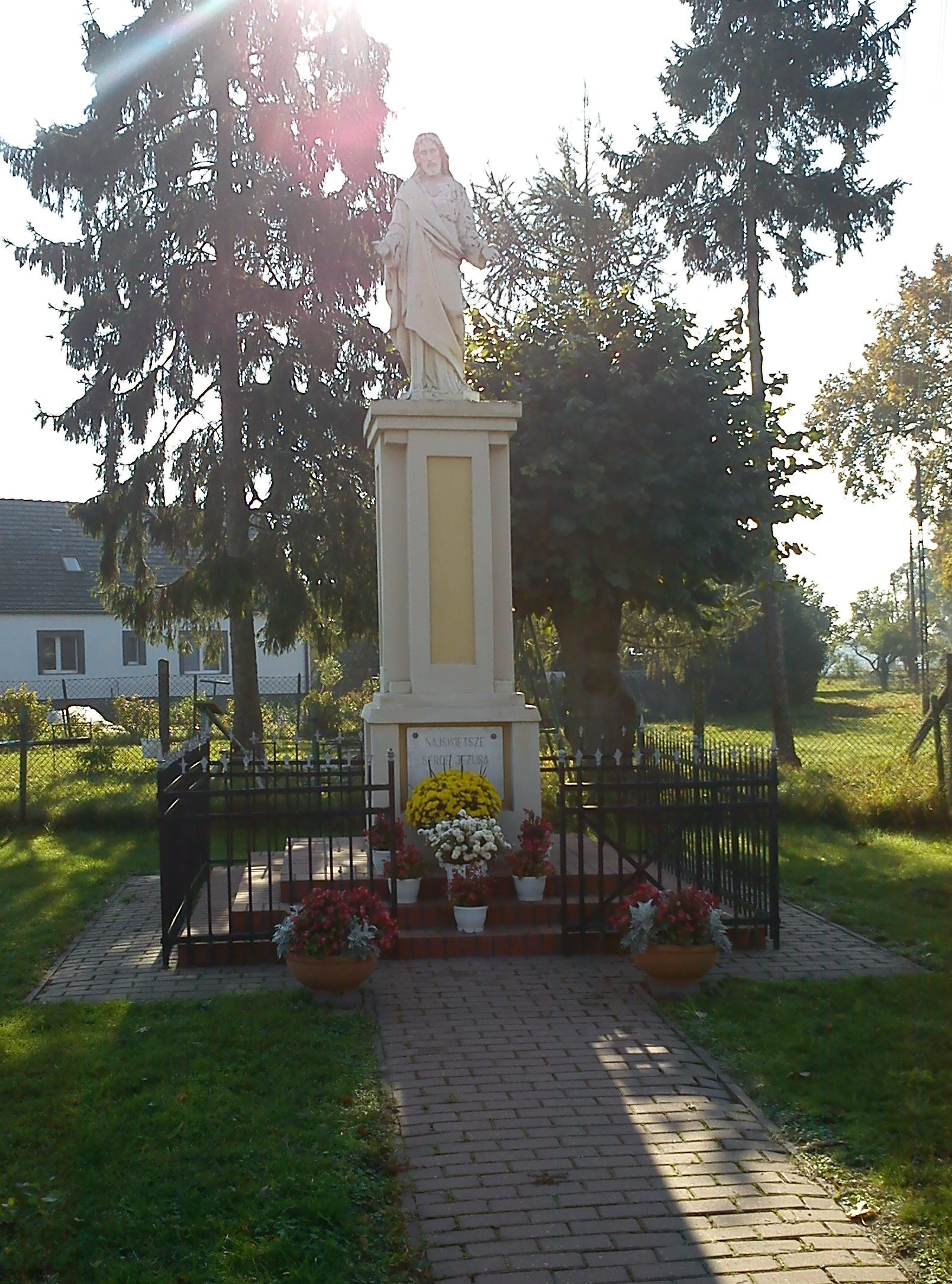
Figura Jezusa Chrystusa w Jaroszewie

We wsi nie ma kościoła. Sołectwo należy do parafii pw. NMP w Sierakowie.
- Zbiorowa mogiła „Krzyż w Grobi” W Grobi pochowano żołnierzy napoleońskich poległych w czasie odwrotu spod Moskwy (1812), w miejscu tym obecnie wznosi się niewielki kopiec z krzyżem i tablicą pamiątkową z 1991 r.
- W części Jaroszewo znajduje się wyremontowana w 2005 figura Jezusa Chrystusa, zaś w Centrum metalowy krzyż.

## Turystyka

### Infrastruktura turystyki
Znajdują się tu:
- 2 ośrodki wypoczynkowe:
  - Ośrodek Wypoczynkowy Arenda
  - Centrum Konferencyjno-Wypoczynkowe Energo Tour
- 2 gospodarstwa agroturystyczne:
  - „Pod Bukami”
  - „Swoboda”

### Aktywna turystyka

#### Szlaki piesze
- Szlak pieszy PTTK czerwony: Sieraków → rezerwat przyrody Buki nad Jeziorem Lutomskim → punkt widokowy „Góra Głazów” → Kurnatowice (gm. Kwilcz)
- Szlak pieszy PTTK czarny: Góra → Grobia: Jaroszewo – Sieraków → Lesionki → Lutom → Lutomek → rezerwat przyrody Buki nad Jeziorem Lutomskim (19,3 km)

#### Szlaki rowerowe
- Sierakowska sieć tras rowerowych czerwona: z Puszczy Noteckiej do Grobia: Jaroszewo (44 km)
- Sierakowska sieć tras rowerowych żółta: Tuchola → Lutom → Grobia → Góra (19,3 km)

## Użytkowanie gruntów

### Gleby
Dominują zróżnicowane gleby brunatne i bielicowe (lokalnie w sąsiedztwie dolin cieków czarne ziemie), wytworzone z glin i piasków gliniastych na glinie lub częściej z piasków gliniastych lekkich lub nawet słabogliniastych, w przewadze kompleksu żytniego dobrego (5) lub słabego (6). Mimo wszystko grobskie gleby należą do najlepszych w gminie.
Z tego powodu też w strukturze użytkowania przeważają użytki rolne (ponad 500 ha), co w porównaniu do gminy (28,5%), jest bardzo wysokim wskaźnikiem.

### Wody

#### Jeziora

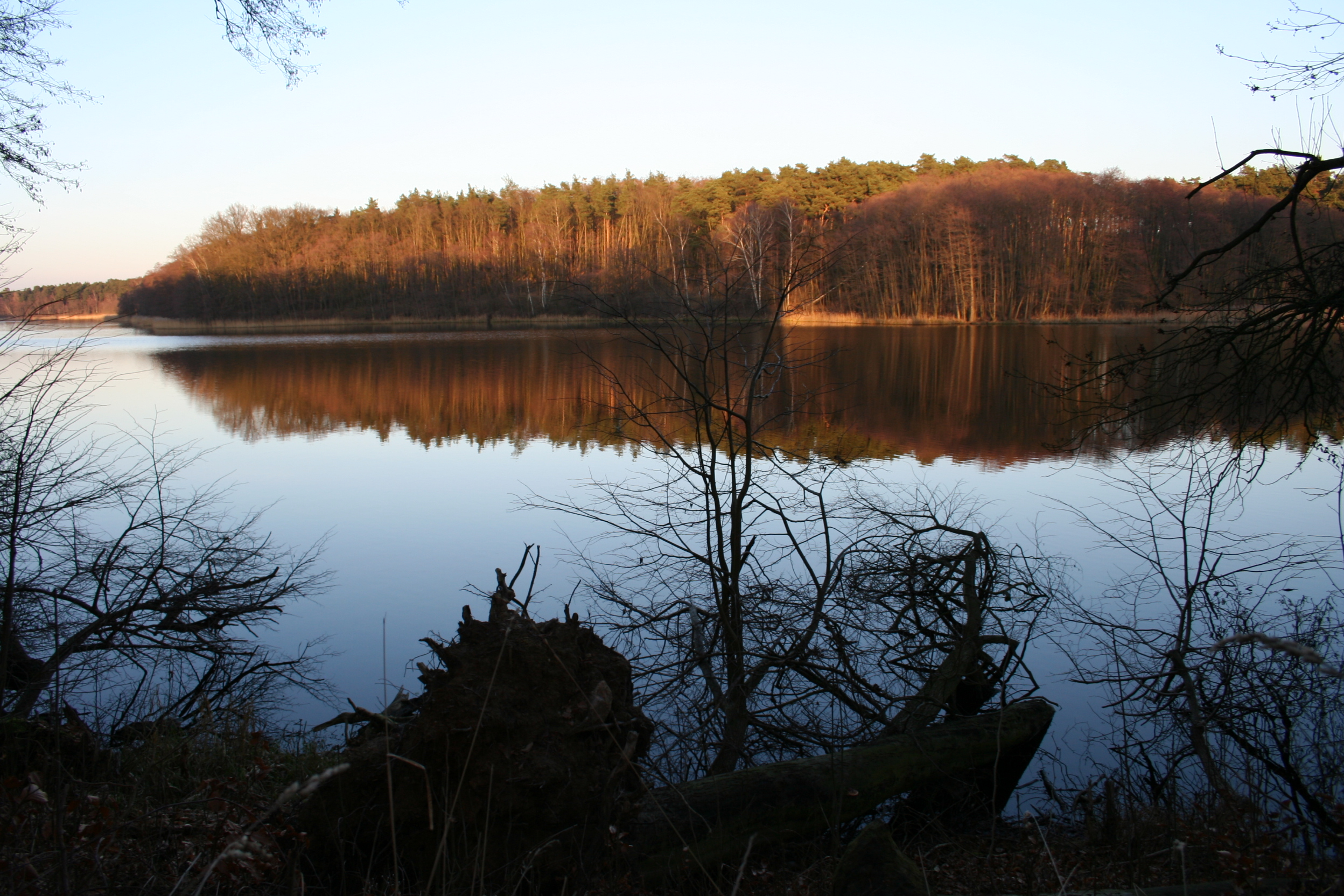
Jezioro Lutomskie

Miejscowość leży nad Jeziorem Jaroszewskim i Lutomskim. W obręb sołectwa włączone jest jednak tylko niewielkie jezioro Głęboczek w pobliżu Lutomka. Na zachodniej granicy z sołectwem Góra, leży porównywalne areałem jezioro Bukowieczko.

#### Stawy
We wsi zlokalizowanych jest kilka stawów, które spełniają funkcje retencyjno-hodowlane. Najważniejszy jest około hektarowy staw w Centrum wsi, który według „Planu Odnowy Miejscowości Grobia” będzie ważnym ośrodkiem kulturalno-rekreacyjnym miejscowości. Plan miejscowy przewiduje dla tego terenu budowę nowoczesnego kompleksu, łączącego funkcje sportowe, kulturowe, czy rozrywkowe.

#### Cieki
Cała wieś ogólnie znajduje się w zlewni Warty. Podzielona jest pomiędzy dwa działy wodne:
- Cz. Zachodnia → bezpośredni dział wodny rzeki Warty, przez który płynie między innymi Struga Jaroszewska;
- Cz. Wschodnia → dział wodny Oszczynicy, rzeki przecinającej Jezioro Lutomskie.

## Ochrona przyrody

### Formy ochrony przyrody

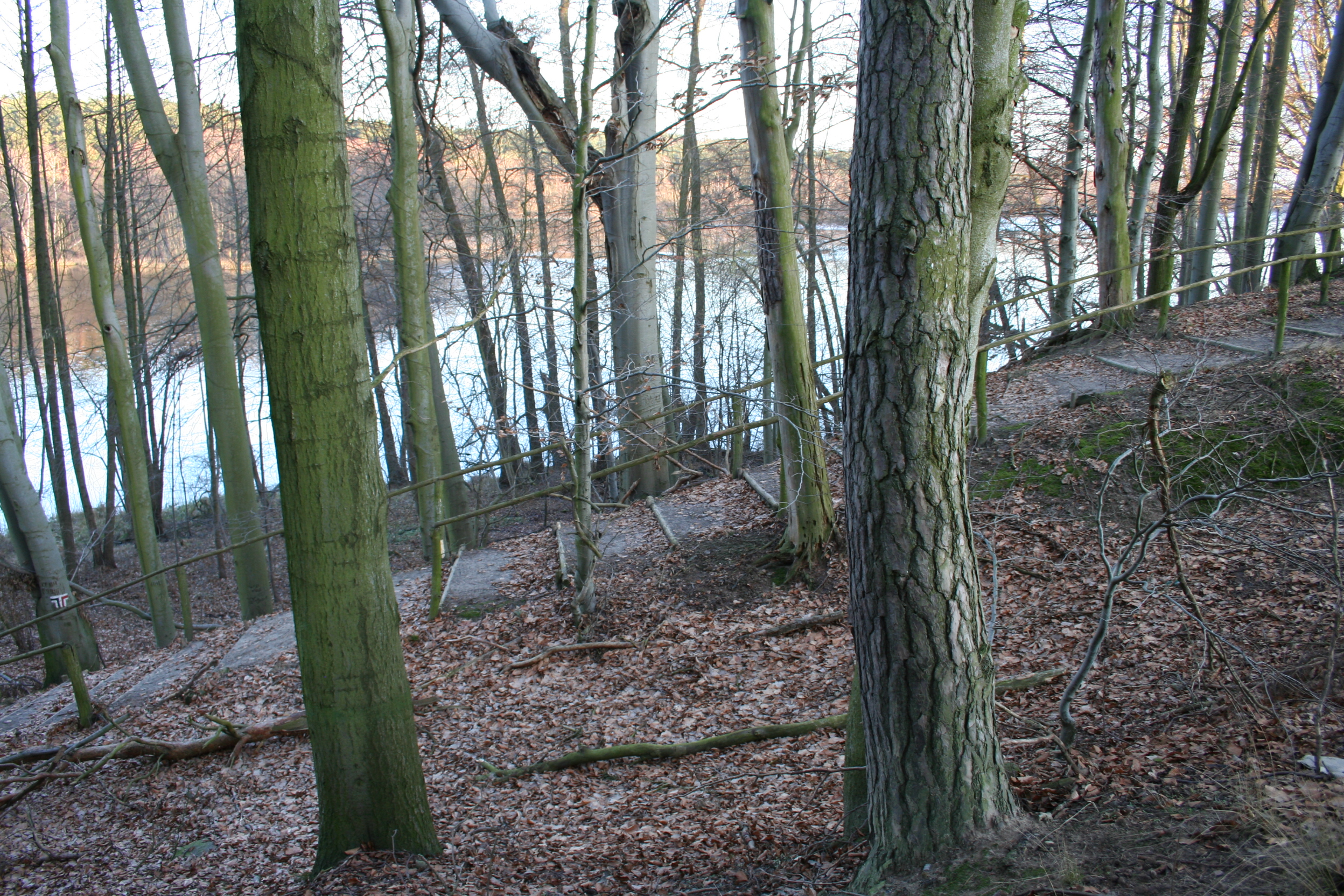
Zejście do rezerwatu Buki nad Jeziorem Lutomskim

- Przyrodnicze walory wsi, doceniono już w połowie XX wieku, kiedy to w 1958 roku, nad brzegiem Jeziora Lutomskiego utworzono RP „Buki n. j. Lutomskim”. Liczący 55,17 ha rezerwat leśny chroni las liściasty, tzw. buczynę. W Strategii Rozwoju Turystyki w województwie wielkopolskim, „Buczyna Lutomska” wymieniona została jako jeden z najciekawszych rezerwatów regionu[23].
- Od 1991 r. wieś leży na terenie Sierakowskiego Parku Krajobrazowego, chroniącego unikatowy polodowcowy krajobraz Pojezierza Międzychodzko-Sierakowskiego.
- W 2002 roku cała gmina Sieraków została włączona także w obszar specjalnej ochrony ptaków „Natura 2000” – Puszcza Notecka (PLB300015)[24].

#### Galeria „Góra Głazów”

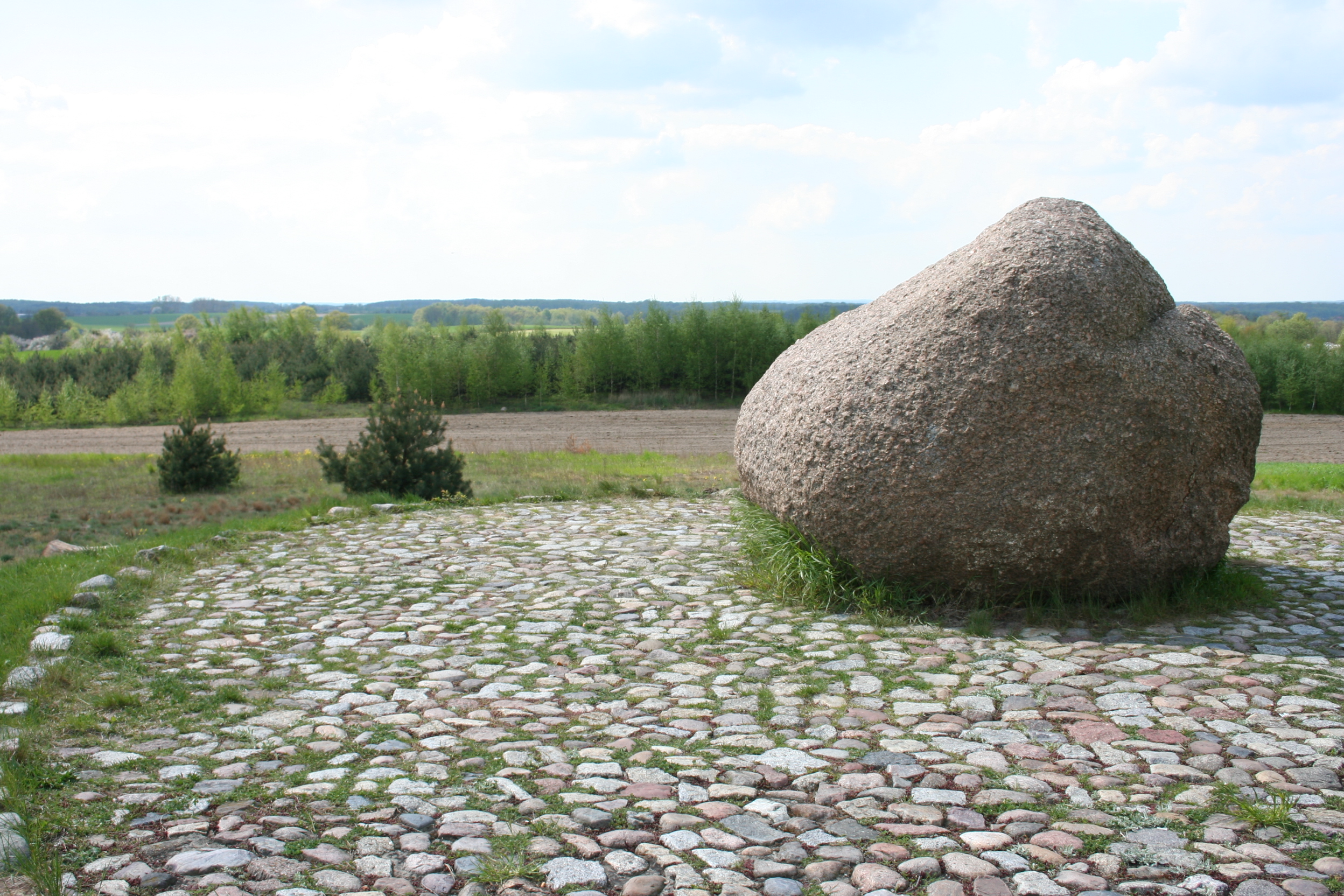
Głaz narzutowy na szczycie Góry Głazów
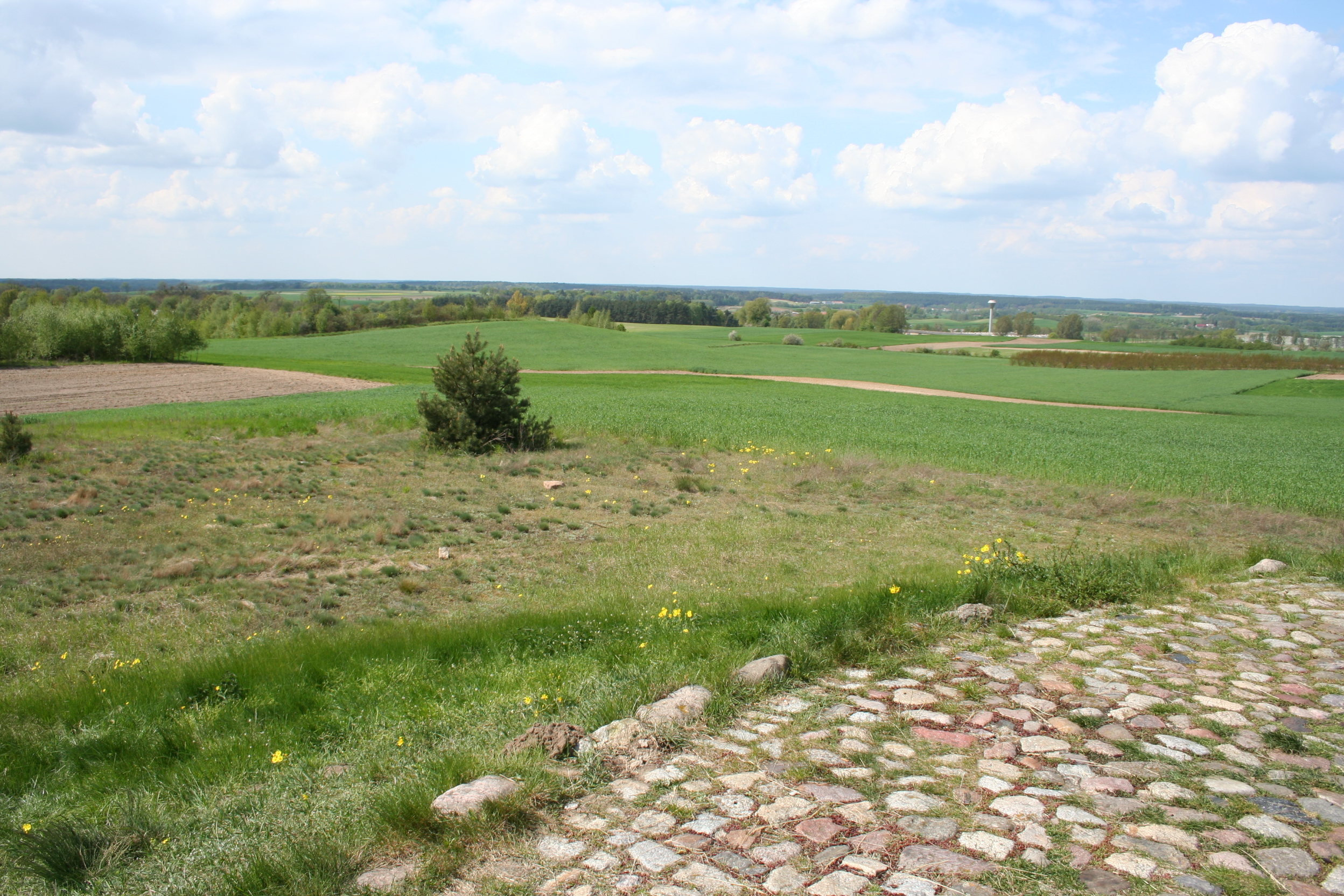
Widok na wieś Przemyśl z Góry Głazów
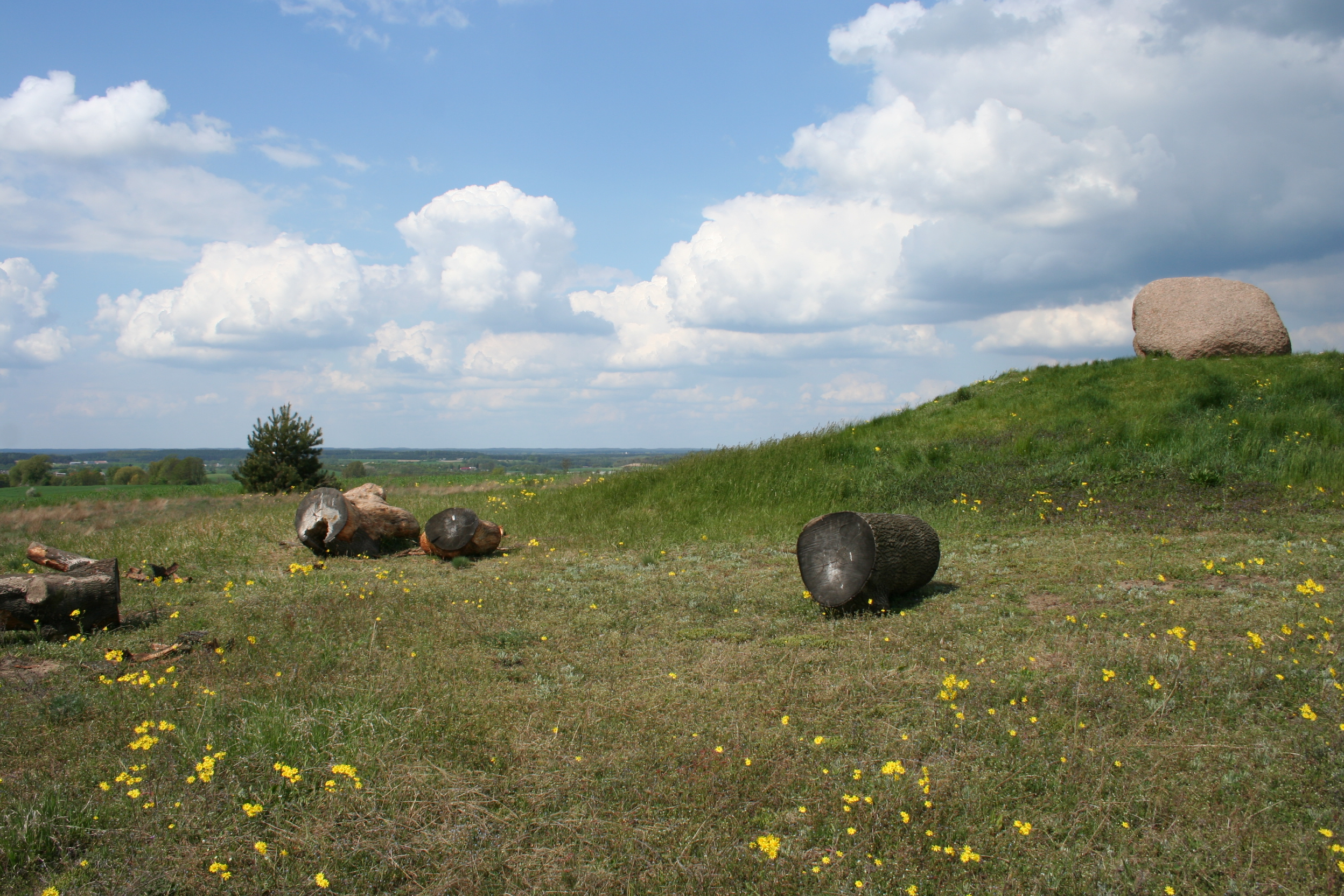
„U stóp” Góry Głazów

## Komunikacja
W układzie drogowym wsi funkcjonuje 2-stopniowa hierarchia dróg: drogi powiatowe i gminne.
- Drogi powiatowe biegnące przez Grobię to:
  - nr 1738P: Lutomek – Grobia – do skrzyżowania z drogą powiatową nr 1736P,
  - nr 1736P: Upartowo – Jaroszewo – Sieraków,
  - nr 1737P: Sieraków – Góra – Przemyśl – do skrzyżowania z drogą nr 1736P.
- Drogi gminne:
  - Upartowo – Grobia – Lutomek – do drogi wojewódzkiej nr 186,
  - Sprzeczno – Grobia Centrum,
  - Grobia – Góra – do skrzyżowania z drogą 1736P.

## Demografia

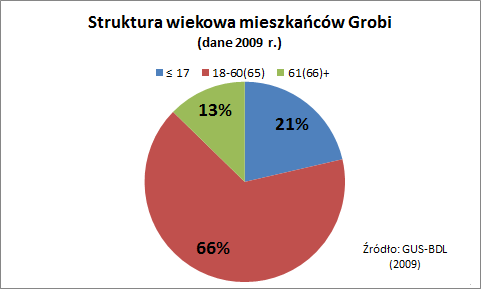
Struktura wieku mieszkańców Grobi

| rok     | 1970 | 1978 | 1998 | 1999 | 2002 | 2003 | 2004 | 2005 | 2006 | 2007 | 2008 | 2009 | 2010 | 2012 |
| ------- | ---- | ---- | ---- | ---- | ---- | ---- | ---- | ---- | ---- | ---- | ---- | ---- | ---- | ---- |
| ludność | 317  | 335  | 335  | 337  | 347  | 363  | 354  | 341  | 339  | 348  | 346  | 332  | 334  | 340  |

Grobia jest trzecim pod względem ludności sołectwem gminy Sieraków. Według danych z 1 października 2012 mieszka tu 340 osób. Powierzchnia wsi wynosi 9,70 km², co daje średnią gęstość zaludnienia na km² rzędu 35 osób w 2012 r.

## Przedsiębiorczość
W 2011 roku w Grobi zarejestrowane były 33 podmioty gospodarki narodowej zarejestrowanych w rejestrze REGON. W miejscowości zlokalizowana jest największa liczba zarejestrowanych przedsiębiorstw ze wszystkich jednostek wiejskich na terenie gminy Sieraków. W okresie od 2009 do 2011 rok przybyło 8 nowych przedsiębiorstw, co oznacza wzrost o 33%. W 2011 r. 18% przedsiębiorstw należało do sektora rolnictwa, leśnictwa i rybołówstwa, 9% z sektora produkcyjnego i budownictwa, a 73% z sektora usług.
| Sekcja | 2009 | 2010 | 2011 |
| ------ | ---- | ---- | ---- |
| A      | 2    | 5    | 6    |
| C      | –    | –    | 1    |
| F      | 2    | 2    | 2    |
| G      | 8    | 8    | 7    |
| H      | 3    | 2    | 5    |
| I      | 2    | 2    | 2    |
| J      | –    | 1    | 1    |
| K      | 3    | 2    | 2    |
| L      | 1    | 1    | 1    |
| O      | 1    | 1    | 1    |
| S i T  | 3    | 4    | 5    |
| razem  | 25   | 28   | 33   |

## Stowarzyszenia i organizacje

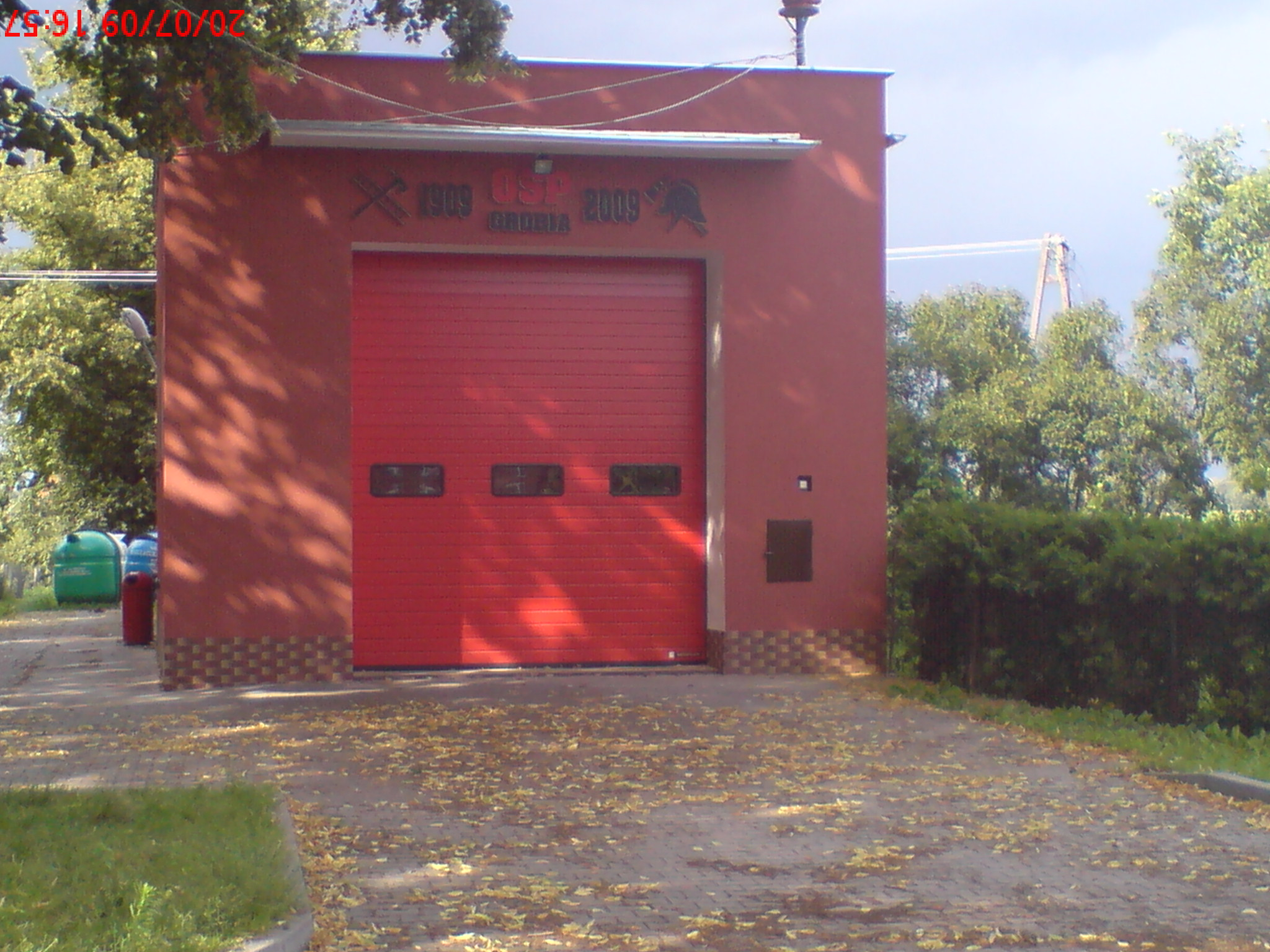
Remiza Ochotniczej Straży Pożarnej w Grobi

- Gminny Związek Rolników, Kółek i Organizacji Rolniczych[28]:
  - Kółko rolnicze
  - Koło gospodyń wiejskich
- Ochotnicza Straż Pożarna w Grobi[29] – powstała w 1909 r. W 1979 r. jednostce nadano sztandar związkowy. W 1984 r. otrzymała Złoty Medal „Za Zasługi dla Pożarnictwa”. W 1986 r. rozpoczęto rozbudowę remizy, którą oddano do użytku rok później. W listopadzie 1987 r. Ochotnicza Straż Pożarna w Sierakowie przekazała do Grobi samochód pożarniczy marki Star 25. Jednak starania o nowy samochód rozpoczęły się dużo wcześniej i zostały uwieńczone sukcesem w 2001 r., gdy zakupiono wóz strażacki marki Magirus – samochód uterenowiony przeznaczony do zadań w Puszczy. W 2009 roku OSP Grobia obchodziła 100-lecie powstania. Jednostka zajmuje się ratownictwem gaśniczym i technicznym[30]. Znajduje się blisko ośrodków wczasowych i kempingów.

### Imprezy kulturowe
Coroczne majówki są już kilkuletnim zwyczajem wsi. Co roku, w ostatnią sobotę maja odbywa się impreza taneczna na świeżym powietrzu, która cieszy się zainteresowaniem ludności z pobliskich wsi i Sierakowa. Oprócz zabawy tanecznej organizowane są także zawody wędkarskie dla juniorów (do lat 15) i seniorów (od 15 lat), turniej rywalizacji dzielnic Grobi oraz poczęstunek na Dzień Dziecka dla miejscowych dzieci.

## Administracja samorządowa
Sołectwo należy do 3. okręgu wyborczego w wyborach parlamentarnych i do 6. w samorządowych gminy Sieraków.